# 496 (število)
496 (štíristo šéstindevétdeset) je naravno število, za katero velja 496 = 495 + 1 = 497 - 1.
Tretje popolno število 496 = 1 + 2 + 4 + 8 + 16 + 31 + 62 + 124 + 248
Trikotniško število {\displaystyle 28={31 \over 2}\left(31+1\right)}, najmanše sodo trikotniško število za in 1 ne je praštevilo.
Ne obstaja noben takšen cel x, da bi veljala enačba φ(x) = 496.